# 西端弥生
西端 弥生（にしはた やよい、1963年3月30日 - ）は、日本の元タレント。和歌山県出身。元アミューズ所属。夫は俳優の古田新太。

## 略歴・人物
城星学園高等学校（現・ヴェリタス城星学園高等学校）卒業。高校生時代からタレント養成所に通う。
1981年、ニッポン放送のラジオ番組から生まれたユニット「ラジオっ娘」（後にLady oh!に改名）のメンバーとして活動。芸能事務所はアミューズに所属。
1983年にユニット解散した後は大阪のテレビ・ラジオに活動の場を移した。
1991年から、大阪にいた頃から付き合いのあったダウンタウンの冠番組『ダウンタウンのごっつええ感じ』（フジテレビ）にレギュラー出演。全国区にその名を知られた。
私生活では俳優の古田新太と結婚。それからもしばらくは芸能活動を続けていたが1994年に産休に入り、以後芸能界からも引退した。

## 出演

### テレビ番組
- ぼくらは怪しいサラリーマン（MBSテレビ)
- 恋のキューピッド (1985年4月11日 - 1985年10月17日、MBSテレビ）
- コープクッキング あなたも料理長 (1986年7月3日 - 1990年6月28日、MBSテレビ）
- ダウンタウンのごっつええ感じ（1991年 - 1994年、フジテレビ）

### ラジオ番組
- MBSヤングタウン（木曜日 1983年4月 - 1984年3月、金曜日2部 1984年4月 - 1984年9月、土曜日 1985年4月 - 1986年3月）
- ウィークエンド・イングス（MBSラジオ）- 1985年2月 - 1985年3月23日
- マー坊・弥生のなんやかんやミュージック（MBSラジオ）

### テレビドラマ
- 火曜サスペンス劇場 校内暴力殺人事件（1982年、日本テレビ、プロジェクト・エー）- よしこ 役
- 痛快!婦警候補生やるっきゃないモン!（1987年、テレビ朝日、東宝）- 深谷純子 役
- 土曜ワイド劇場 隅田川怪奇連続殺人（1990年、テレビ朝日、ABCテレビ）
- 外科医有森冴子II（1992年、日本テレビ）- 西端看護婦 役

### 映画
- そろばんずく（1986年）- 曽根崎新子 役
- 悲しい色やねん（1988年）
- 遺産相続（1990年）

### テレビアニメ
- 『電光石火バットマン』（1990年、テレビ東京『アミューズシアター・バットマン』版） - キャットウーマン 役